# ナウキャスト
株式会社ナウキャスト（英: Nowcast Inc.）は、Finatextホールディングス傘下のデータサイエンス企業。
本社は東京都千代田区九段北に所在し、代表取締役CEOは辻中仁士。オルタナティブデータのビッグデータを活用した、リアルタイム経済分析サービス、経済指標・消費動向・物価指数の高頻度データの推計値などを提供している。東京大学大学院経済学研究科の研究成果をベースに2015年に渡辺努教授が創業。
オルタナティブデータを有するデータオーナーと協業しており、日経新聞（POSデータ・記事データ）、Tポイント、JCB、TrueData、BCNなどと協業実績あり。一般社団法人オルタナティブデータ推進協議会の加盟企業。
Snowflakeを活用したデータ基盤を機関投資家や野村フィデューシャリー・リサーチ&コンサルティングに提供しており、Snowflakeのユーザーカンファレンスにも参加している。

## 沿革
- 2015年：東京大学経済学研究科の研究成果を基に株式会社ナウキャストを創業。
- 2016年：Web価格データやPOSデータを基にした日経CPINOWを開発[6]。
- 2017年：クレジットカード会社JCBと共同で「JCB消費NOW」の提供を開始[7]。プライバシーマーク（JISQ15001）を取得。

## 主なサービス
- 日経CPINOW：POSデータを用いて物価を翌々日に速報する物価指標。1989年以降の時系列と品目別の動向把握が可能。
- JCB消費NOW：JCBのクレジットカード利用データを基にした日次の消費指標。業種・地域別に消費活動を可視化し、景気の即時判断に資する。
- 都内中小企業の景況指標ダッシュボード[8][9]
- DataLensHub

## Organic Data Lab（オーガニック・データ・ラボ）
2025年にオーガニックデータ（オルタナティブデータ）の活用を専門とする研究開発組織として発足。ラボ長には同社創業者で技術顧問の渡辺努が就任しており、同年4月よりナウキャストの取締役にも就任。構成メンバーは、渡辺努のほか、成蹊大学経済学部准教授の庄司俊章が参加。今後も、社内外から研究者やエンジニアの参画も検討中。
Organic Data Labでは、企業と連携した実証研究を通じて短期的なソリューション開発を進めるとともに、中長期的には知的財産としての分析手法や理論の確立を図り、DX推進や産学連携の強化にも注力する。